# Protoneura prolongata
Protoneura prolongata là một loài chuồn chuồn kim thuộc họ Protoneuridae. Loài này có ở có thể cả Brasil và có thể cả Peru. Môi trường sống tự nhiên của chúng là sông ngòi.